# Championnat d'Espagne de hockey sur glace 1972-1973
Saison suivante
La saison 1972-1973 est la 1re saison du championnat d'Espagne de hockey sur glace. Cette saison, le championnat porte le nom de Liga Española.

## Contexte
Le championnat espagnol est enfin lancé, près de cinquante après l'introduction du hockey sur glace sur le territoire ibérique, à l'occasion du congrès des Sports de Glace à Madrid en 1972. Le principal élément déclencheur fut l'ouverture de nouvelles patinoires dans deux grandes villes : Saint Sébastien et Barcelone durant l'année 1971. Dès lors, le nombre de patinoires en Espagne s'élevait à sept, ce qui fut jugé suffisant pour lancer un championnat, qui se jouera, pour cette première saison, sans le renfort de joueurs étrangers, et ce, à la demande de la Real Sociedad.
Des sept équipes potentielles, elles ne seront finalement que six à s'inscrire. Le club de Núria rencontre des problèmes avec sa patinoire et décide de différer son entrée d'un an. Finalement, il n'y aura jamais d'équipes engagées par la ville de Núria.
Les six clubs engagés représentent cinq communautés autonomes. C'est la Catalogne qui compte deux représentants avec Puigcerdà et Barcelone. Le Pays basque est représenté par la Real Sociedad San Sebastian, la Castille-et-León par le club de CH Valladolid, l'Aragon par Jaca et, enfin, le CH Madrid sera le représentant de la Communauté de Madrid.
Parmi les clubs engagés, deux souffrent d'un souci qui peut paraître majeur : l'absence de patinoire ! Mais les deux clubs ont de la suite dans les idées puisque Puigcerdà évoluera tantôt à Font-Romeu, tantôt à Barcelone, tandis que Madrid évoluera soit à Saint Sébastien, soit à Jaca.
Enfin, il est à signaler que deux des participants à cette première saison sont des équipes issues de puissants clubs omnisports : la Real Sociedad et le FC Barcelone.

## Clubs de la Superliga 1972-1973
- FC Barcelone
- CH Jaca
- CH Madrid
- CG Puigcerdà
- Real Sociedad
- CH Valladolid

## Classement
| # | Club          |
| - | ------------- |
| 1 | Real Sociedad |
| 2 | CH Madrid     |
| 3 | etc.          |

Le championnat, débuté le 20 janvier 1973, est remporté par la Real Sociedad qui, avec à sa tête l'entraîneur américain Joel Reinhold, est la première équipe à être sacrée Champion d'Espagne de hockey sur glace.

### Meilleurs pointeurs
Nota: PJ = parties jouées, B = buts, A = assistances, Pts = points, Pun = Minutes de pénalité

| # | Joueur           | Nation  | Équipe        | PJ | B | A | Pts | Pun |
| - | ---------------- | ------- | ------------- | -- | - | - | --- | --- |
| 1 | Javier Bartolomé | Espagne | Real Sociedad | ?  | ? | ? | ?   | ?   |